# Distretto di Béni Saf
Il distretto di Béni Saf è un distretto della provincia di ʿAyn Temūshent, in Algeria, con capoluogo Béni Saf.

## Comuni
I comuni del distretto sono:
- Béni Saf
- Sidi Safi
- El Emir Abdelkader